# Platybelone argalus
Cá nhói (Danh pháp khoa học: Platybelone argalus) là một loài cá biển nhiệt đới trong họ Belonidae. Vùng cư trú của chúng sống ở tầng nướt mặt, có ở hầu hết các vùng biển Việt Nam. Kích cỡ thường găp từ 1–5 kg.

## Phân loài
Hiện hành có 07 phân loài được ghi nhận:
- Platybelone argalus annobonensis Collette & Parin, 1970 (Annobon keeltail needlefish)
- Platybelone argalus argalus (Lesueur, 1821) (Keeltail needlefish)
- Platybelone argalus lovii (Günther, 1866)
- Platybelone argalus platura (Rüppell, 1837)
- Platybelone argalus platyura (E. T. Bennett, 1832) (Keeled needlefish)
- Platybelone argalus pterura (R. C. Osburn & Nichols, 1916) (Baja California keeltail needlefish)
- Platybelone argalus trachura (Valenciennes, 1846)